# 2000–2001-es magyar férfi vízilabdakupa
A 2000–2001-es magyar férfi vízilabdakupa a hetvenötödik kiírás volt a versenysorozat történetében. A kupára huszonnyolc csapat nevezett. A győzelmet a Vasas szerezte meg.

### Selejtező
február 3, 10.
A csoport (Kőér utca)
| Hely. | Csapat               | M | Gy | D | V | G+ | G– | Gk  | P | Továbbjutás vagy kiesés       |      | VID | NEP  | BÁNKI | SIK  |
| ----- | -------------------- | - | -- | - | - | -- | -- | --- | - | ----------------------------- | ---- | --- | ---- | ----- | ---- |
| 1.    | Vidám Vízilovak VSC  | 3 | 3  | 0 | 0 | 34 | 15 | +19 | 6 | Továbbjutott a nyolcaddöntőbe |      | —   | 7–4  | 11–7  | 16–4 |
| 2.    | Neptun VSC           | 3 | 2  | 0 | 1 | 18 | 16 | +2  | 4 |                               |      | 4–7 | —    | 5–4   | 9–5  |
| 3.    | Bánki Donát Főiskola | 3 | 1  | 0 | 2 | 26 | 20 | +6  | 2 |                               | 7–11 | 4–5 | —    | 15–4  |      |
| 4.    | Siketek SC           | 3 | 0  | 0 | 3 | 13 | 40 | −27 | 0 |                               | 4–16 | 5–9 | 4–15 | —     |      |

B csoport (Szentes)
| Hely. | Csapat                    | M | Gy | D | V | G+ | G– | Gk  | P | Továbbjutás vagy kiesés       |      | SZEN | KVSC | BÉK  | MIS  |
| ----- | ------------------------- | - | -- | - | - | -- | -- | --- | - | ----------------------------- | ---- | ---- | ---- | ---- | ---- |
| 1.    | Bertók SC Szentes         | 3 | 3  | 0 | 0 | 29 | 11 | +18 | 6 | Továbbjutott a nyolcaddöntőbe |      | —    | 9–2  | 7–4  | 13–5 |
| 2.    | Kecskeméti VSC            | 3 | 2  | 0 | 1 | 19 | 22 | −3  | 4 |                               |      | 2–9  | —    | 10–7 | 7–6  |
| 3.    | TVSK Békéscsaba           | 3 | 1  | 0 | 2 | 25 | 22 | +3  | 2 |                               | 4–7  | 7–10 | —    | 14–5 |      |
| 4.    | Miskolctapolcai Kékhullám | 3 | 0  | 0 | 3 | 16 | 34 | −18 | 0 |                               | 5–13 | 6–7  | 5–14 | —    |      |

C csoport (Tatabánya)
| Hely. | Csapat          | M | Gy | D | V | G+ | G– | Gk  | P | Továbbjutás vagy kiesés       |      | TVSE | PVSK | KAN  | PÁP  |
| ----- | --------------- | - | -- | - | - | -- | -- | --- | - | ----------------------------- | ---- | ---- | ---- | ---- | ---- |
| 1.    | Tatabányai VSE  | 3 | 3  | 0 | 0 | 54 | 13 | +41 | 6 | Továbbjutott a nyolcaddöntőbe |      | —    | 8–7  | 17–6 | 29–0 |
| 2.    | Pécsi VSK       | 3 | 2  | 0 | 1 | 49 | 19 | +30 | 4 |                               |      | 7–8  | —    | 14–7 | 28–4 |
| 3.    | CWG Nagykanizsa | 3 | 1  | 0 | 2 | 29 | 34 | −5  | 2 |                               | 6–17 | 7–14 | —    | 16–3 |      |
| 4.    | Pápai SE        | 3 | 0  | 0 | 3 | 7  | 73 | −66 | 0 |                               | 0–29 | 4–28 | 3–16 | —    |      |

D csoport (Szőnyi út)
| Hely. | Csapat                 | M | Gy | D | V | G+ | G– | Gk  | P | Továbbjutás vagy kiesés       |       | OSC   | MAFCS | KAP   | KECS |
| ----- | ---------------------- | - | -- | - | - | -- | -- | --- | - | ----------------------------- | ----- | ----- | ----- | ----- | ---- |
| 1.    | OSC-Rimi Komplex       | 3 | 3  | 0 | 0 | 51 | 30 | +21 | 6 | Továbbjutott a nyolcaddöntőbe |       | —     | 12–11 | 13–10 | 26–9 |
| 2.    | MAFC-Schönhertz        | 3 | 1  | 1 | 1 | 47 | 24 | +23 | 3 |                               |       | 11–12 | —     | 10–10 | 26–2 |
| 3.    | Nova-Vízcoop Kaposvár  | 3 | 1  | 1 | 1 | 39 | 31 | +8  | 3 |                               | 10–13 | 10–10 | —     | 19–8  |      |
| 4.    | Villanófókák Kecskemét | 3 | 0  | 0 | 3 | 19 | 71 | −52 | 0 |                               | 9–26  | 2–26  | 8–19  | —     |      |

### Nyolcaddöntő
február 17, 21, 24., március 3.
| 1. csapat                    | Össz. | 2. csapat                       | 1. mérk. | 2. mérk. |
| ---------------------------- | ----- | ------------------------------- | -------- | -------- |
| Tatabányai VSC               | 11–35 | Szentesi VK                     | 7–19     | 4–16     |
| Vasas SC                     | 27–12 | Orvosegyetem SC-British Knights | 17–6     | 10–6     |
| KSI                          | 19–30 | BVSC                            | 7–17     | 12–13    |
| Újpesti TE                   | 7–14  | Ferencvárosi TC                 | 4–6      | 3–8      |
| MAFC PP                      | 11–19 | Szegedi VE                      | 4–10     | 7–9      |
| Egri VK                      | 14–21 | Bp. Honvéd                      | 8–14     | 6–7      |
| Bertók SC Szentes            | 11–23 | Szolnoki VSC                    | 5–11     | 6–12     |
| Orvosegyetem SC-Rimi Komplex | 19–17 | Vidám Vízilovak VSC             | 7–6      | 12–11    |

### Negyeddöntő
március 3, 5.
| 1. csapat       | Össz. | 2. csapat                    | 1. mérk. | 2. mérk. |
| --------------- | ----- | ---------------------------- | -------- | -------- |
| Bp. Honvéd      | 22–24 | Vasas SC                     | 12–9     | 10–15h   |
| Szolnoki VSC    | 12–18 | Szegedi VE                   | 3–7      | 9–11     |
| Szentesi VK     | 34–12 | Orvosegyetem SC-Rimi Komplex | 19–4     | 15–8     |
| Ferencvárosi TC | 15–16 | BVSC                         | 7–8      | 8–8h     |

### Elődöntő
március 14, 16.
| 1. csapat   | Össz. | 2. csapat  | 1. mérk. | 2. mérk. |
| ----------- | ----- | ---------- | -------- | -------- |
| Szentesi VK | 14–15 | Szegedi VE | 6–2      | 8–13     |
| BVSC        | 12–13 | Vasas SC   | 10–8     | 2–5      |

### Döntő
| 2001. március 18. 11:00 | Vasas SC                                      | 7–5 | Szegedi VE                        | Bitskey Aladár Uszoda, Eger Nézőszám: 1500 Játékvezetők: Kosztolánczy Székely Z. |
| 2001. március 18. 11:00 | (3–1, 2–2, 2–1, 0–1)                          |     |                                   | Bitskey Aladár Uszoda, Eger Nézőszám: 1500 Játékvezetők: Kosztolánczy Székely Z. |
| 2001. március 18. 11:00 | Vindisch 3 Czirok 2 Varga T. 1 Steinmetz Á. 1 |     | Nitsovits 2 Éles 2 Weszelovszky 1 | Bitskey Aladár Uszoda, Eger Nézőszám: 1500 Játékvezetők: Kosztolánczy Székely Z. |

A Vasas kupagyőztes csapatának tagjai: Bíró Ákos, Czirok Keve, Fábián, Katonás Gergely, Kovács Róbert, Kovács Zoltán, Lehmann István, Plézer János, Rex-Kiss Béla, Rex-Kiss Endre, Steinmetz Ádám, Varga Tamás, Vári Attila, Vindisch Ferenc, vezetőedző: Somossy József